# Ten Stones
Ten Stones è il settimo album della band Woven Hand, pubblicato nel 2008.

## Tracce
1. Beautiful Axe
2. Horse Tail
3. Not One Stone
4. Cohawkin Road
5. Iron Feather
6. White Knuckle Grip
7. Quiet Nights of Quiet Stars
8. Kicking Bird
9. Kingdom of Ice
10. His Loyal Love

## Formazione
- David Eugene Edwards - voce e chitarra
- Peter Van Laerhoven - chitarra
- Pascal Humbert - basso
- Ordy Garrison - percussioni
- Elin K. Smith - voce